# (21128) Chapuis
(21128) Chapuis (1993 BJ5) – planetoida z grupy pasa głównego asteroid okrążająca Słońce w ciągu 7,97 lat w średniej odległości 3,99 j.a. Odkryta 27 stycznia 1993 roku.